# Kvant (revista)
Kvant (en ruso: Квант: cuántico) es una revista popular de ciencias, física y matemáticas para profesores y alumnado escolares, editada desde 1970 en la Unión Soviética y continuado en Rusia. La revista Kvant fue traducida y publicada como Revista Cuántica ('Quantum Magazine') en 1990–2001, traducida y publicada en Grecia entre los años 1994–2001.

## Historia
Kvant se inició como un proyecto conjunto de la Academia Rusa de las Ciencias y de la Academia Rusa de las Ciencias Pedagógicas. En la era Soviética, fue publicado por la editora Nauka, que realizó alrededor de 200 000 ejemplares.
La idea de la revista fue introducido por Pyotr Kapitsa. Su primeros jefes editores fueron el físico Isaac Kikoin y el matemático Andrei Kolmogorov. En 1985, su consejo editorial tenía 18 académicos y miembros de la Academia Rusa de las Ciencias y de la Academia Rusa de Ciencias Pedagógicas, y decenas de doctores de las Ciencias.

## Disponibilidad
Todos los números publicados de Kvant están disponibles gratuitamente en línea en internet.

## Traducciones

### Quantum Magazine
Quantum Magazine ("revista cuántica") tiene sede en EE. UU., lanzada bimestralmente, y es publicada por la Asociación Nacional de Profesores de la Ciencia (NSTA) desde 1990 a 2001. Algunos de sus artículos eran traducciones directas de Kvant.

### Kvant Selecta
En 1999, la Sociedad Americana de Matemática (American Mathematical Society) publicó la traducción de artículos seleccionados del Kvant en álgebra y análisis matemático en dos volúmenes, Mundo Matemático. Otro volumen fue además lanzado en 2002, donde se destacan traducciones de los artículos originales en ruso.

### Otras traducciones
Además de los volúmenes editados en Grecia, fueron lanzados otros dos libros con artículos seleccionados de Kvant en Francia.